# Abierto de Gales
El Abierto de Gales (conocido en inglés y de manera oficial como Welsh Open) es un torneo de snooker profesional y de ranking que se viene celebrando desde 1992, año en que remplazó al Campeonato Profesional de Gales, que tan solo admitía a jugadores de nacionalidad galesa. A fecha de 2023, es la tercera competición de ranking que más tiempo lleva en el calendario, tan solo por detrás del Campeonato Mundial y del Campeonato del Reino Unido. Desde la temporada 2016-17, integra, junto a los abiertos de Irlanda del Norte, Escocia e Inglaterra, la Home Nations Series. En esa misma temporada, se estableció que el ganador de la cita se lleve un trofeo que honra con el nombre a Ray Reardon, seis veces campeón del mundo; él mismo le hizo entrega de la copa rebautizada al ganador, Stuart Bingham.
El único jugador galés que se ha llevado el trofeo hasta la fecha es Mark Williams, que lo levantó tanto en 1996 como en 1999. John Higgins es el que más veces lo ha ganado, un total de cinco. Robert Milkins lo defenderá en 2024 después de haber vencido en 2023.

## Historia

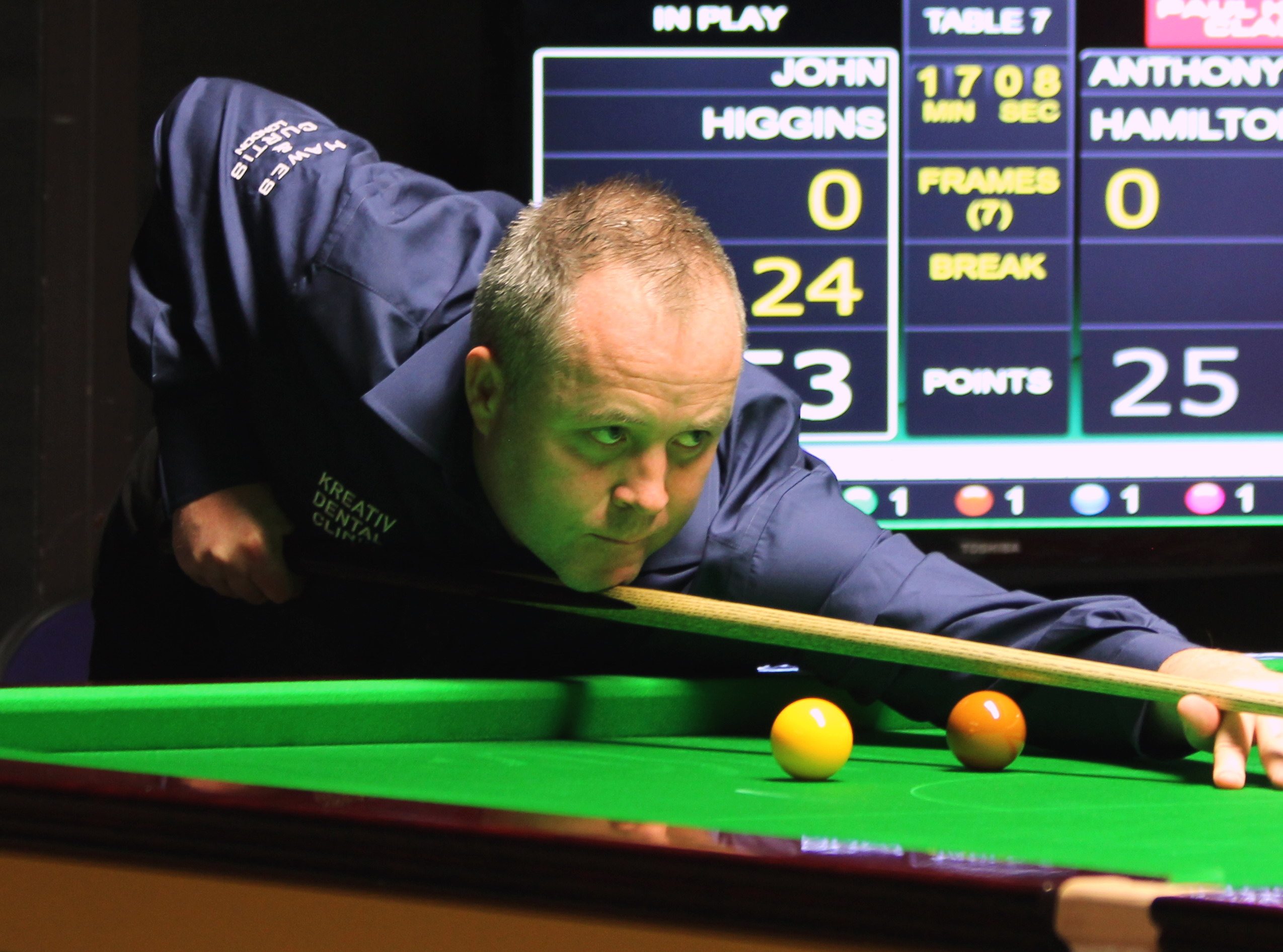
John Higgins es el jugador que más veces ha ganado el torneo, un total de cinco

El torneo se estrenó como evento de ranking en 1992, lo que lo convierte en el tercero con más recorrido histórico del World Snooker Tour, tan solo por detrás del Campeonato Mundial y el Campeonato del Reino Unido. En la temporada 2016-17, pasó a formar parte de la Home Nations Series junto a los abiertos de Irlanda del Norte, Escocia e Inglaterra. Se rebautizó entonces el trofeo, en honor a Ray Reardon, seis veces campeón del mundo; fue él mismo el que se lo concedió a Stuart Bingham, ganador de aquella edición.
Hasta 2003, el torneo contó con el patrocinio de Regal, marca de tabaco, pero llegaron luego las restricciones del Gobierno británico sobre la publicidad de este tipo de productos, de modo que quedó sin patrocinador hasta 2009. A lo largo de los años, ha estado patrocinado por Totesport.com, Wyldecrest Park Homes, 888真人, BetVictor, Coral y ManBetX.
En la edición de 1996, Paul Hunter llegó a las semifinales cuando tenía 17 años y 111 días, y se mantiene como el jugador más joven en llegar hasta una fase tan avanzada de un torneo de ranking. John Higgins es el jugador que más veces ha ganado el trofeo, con un total de cinco; le siguen Ronnie O'Sullivan con cuatro, Stephen Hendry con tres y Steve Davis, Ken Doherty, Hunter, Mark Williams y Neil Robertson con dos.
Al igual que el Welsh Professional Championship, al que sucedió, se jugó en un principio en el Newport Centre de aquella ciudad galesa, pero en 1999 se trasladó al Cardiff International Arena de la capital. Regresó a Newport en 2005 y se siguió celebrando allí hasta 2014. En enero de ese año, Barry Hearn, presidente de World Snooker, anunció que sería la última ocasión en que aquella ciudad acogía el campeonato, pues había iniciado una ronda de negociaciones para trasladarlo a una sede que pudiera dar cabida a más espectadores; se esperaba que Cardiff fuera la ciudad elegida. Así, entre 2015 y 2020, se organizó en el Motorpoint Arena; en 2021 y 2022, sin embargo, volvió a ser Newport la ciudad sede. En 2023, se abrirá por primera vez a una nueva ciudad, pues Llandudno es la elegida.  De la retransmisión por televisión del torneo se encargan BBC Wales, Eurosport, China Central Television, Shanghai Media Group, Now TV y Showtime Arabia. En los primeros años del torneo, también lo emitieron S4C y Sky Sports.
Los jugadores han logrado amasar un total de nueve tacadas máximas a lo largo de los años. A la primera, conseguida por Ronnie O'Sullivan en 1999, siguieron las de Barry Pinches en el clasificatorio de 2000, Andrew Higginson en 2007, Hendry en 2011, O'Sullivan en 2014, Ding Junhui en 2016, Robertson y Noppon Saengkham en 2019 y Kyren Wilson en 2020.

### Ganadores
| Año  | Ganador           | Resultado | Subcampeón        | Sede                                            | Referencias |
| ---- | ----------------- | --------- | ----------------- | ----------------------------------------------- | ----------- |
| 1992 | Stephen Hendry    | 9-3       | Darren Morgan     | Newport Centre (Newport)                        | [ 6 ]       |
| 1993 | Ken Doherty       | 9-7       | Alan McManus      | Newport Centre (Newport)                        | [ 6 ]       |
| 1994 | Steve Davis       | 9-6       | Alan McManus      | Newport Centre (Newport)                        | [ 6 ]       |
| 1995 | Steve Davis       | 9-3       | John Higgins      | Newport Centre (Newport)                        | [ 6 ]       |
| 1996 | Mark Williams     | 9-3       | John Parrott      | Newport Centre (Newport)                        | [ 6 ]       |
| 1997 | Stephen Hendry    | 9-2       | Mark King         | Newport Centre (Newport)                        | [ 6 ]       |
| 1998 | Paul Hunter       | 9-5       | John Higgins      | Newport Centre (Newport)                        | [ 6 ]       |
| 1999 | Mark Williams     | 9-8       | Stephen Hendry    | Cardiff International Arena (Cardiff)           | [ 6 ]       |
| 2000 | John Higgins      | 9-8       | Stephen Lee       | Cardiff International Arena (Cardiff)           | [ 6 ]       |
| 2001 | Ken Doherty       | 9-2       | Paul Hunter       | Cardiff International Arena (Cardiff)           | [ 6 ]       |
| 2002 | Paul Hunter       | 9-7       | Ken Doherty       | Cardiff International Arena (Cardiff)           | [ 6 ]       |
| 2003 | Stephen Hendry    | 9-5       | Mark Williams     | Cardiff International Arena (Cardiff)           | [ 6 ]       |
| 2004 | Ronnie O'Sullivan | 9-8       | Steve Davis       | Welsh Institute of Sport (Cardiff)              | [ 6 ]       |
| 2005 | Ronnie O'Sullivan | 9-8       | Stephen Hendry    | Newport Centre (Newport)                        | [ 6 ]       |
| 2006 | Stephen Lee       | 9-4       | Shaun Murphy      | Newport Centre (Newport)                        | [ 6 ]       |
| 2007 | Neil Robertson    | 9-8       | Andrew Higginson  | Newport Centre (Newport)                        | [ 6 ]       |
| 2008 | Mark Selby        | 9-8       | Ronnie O'Sullivan | Newport Centre (Newport)                        | [ 6 ]       |
| 2009 | Ali Carter        | 9-5       | Joe Swail         | Newport Centre (Newport)                        | [ 6 ]       |
| 2010 | John Higgins      | 9-4       | Ali Carter        | Newport Centre (Newport)                        | [ 6 ]       |
| 2011 | John Higgins      | 9-6       | Stephen Maguire   | Newport Centre (Newport)                        | [ 6 ]       |
| 2012 | Ding Junhui       | 9-6       | Mark Selby        | Newport Centre (Newport)                        | [ 8 ]       |
| 2013 | Stephen Maguire   | 9-8       | Stuart Bingham    | Newport Centre (Newport)                        | [ 23 ]      |
| 2014 | Ronnie O'Sullivan | 9-3       | Ding Junhui       | Newport Centre (Newport)                        | [ 24 ]      |
| 2015 | John Higgins      | 9-3       | Ben Woollaston    | Motorpoint Arena (Cardiff)                      | [ 25 ]      |
| 2016 | Ronnie O'Sullivan | 9-5       | Neil Robertson    | Motorpoint Arena (Cardiff)                      | [ 26 ]      |
| 2017 | Stuart Bingham    | 9-8       | Judd Trump        | Motorpoint Arena (Cardiff)                      | [ 12 ]      |
| 2018 | John Higgins      | 9-7       | Barry Hawkins     | Motorpoint Arena (Cardiff)                      | [ 13 ]      |
| 2019 | Neil Robertson    | 9-7       | Stuart Bingham    | Motorpoint Arena (Cardiff)                      | [ 27 ]      |
| 2020 | Shaun Murphy      | 9-1       | Kyren Wilson      | Motorpoint Arena (Cardiff)                      | [ 28 ]      |
| 2021 | Jordan Brown      | 9-8       | Ronnie O'Sullivan | Celtic Manor Resort (Newport)                   | [ 29 ]      |
| 2022 | Joe Perry         | 9-5       | Judd Trump        | International Convention Centre Wales (Newport) | [ 30 ]      |
| 2023 | Robert Milkins    | 9-7       | Shaun Murphy      | Venue Cymru (Llandudno)                         | [ 5 ] [ 1 ] |